# Eczacıbaşı Spor Kulübü 2022-2023 (pallavolo femminile)
Questa voce raccoglie le informazioni riguardanti l'Eczacıbaşı Spor Kulübü nelle competizioni ufficiali della stagione 2022-2023.

## Stagione
L'Eczacıbaşı Spor Kulübü utilizza la denominazione sponsorizzata Eczacıbaşı Dynavit nella stagione 2022-23.
In Sultanlar Ligi chiude la regular season in prima posizione, qualificandosi ai play-off scudetto, dove viene sconfitto in finale dal Fenerbahçe. Non va oltre i quarti di finale in Coppa di Turchia, rimediando una sconfitta sempre contro il Fenerbahçe.
In ambito internazionale è di scena al campionato mondiale, dove viene eliminato in semifinale dal VakıfBank, prima di ottenere la terza piazza ai danni delle brasiliane del Minas; in Champions League, invece, si spinge fino in finale, battuto ancora dalle concittadine del VakıfBank..

## Organigramma societario
Area direttiva
- Presidente: Faruk Eczacıbaşı

Area tecnica
- Allenatore: Ferhat Akbaş
- Allenatore in seconda: Przemysław Kawka
- Assistente allenatore: Kaan İncekara
- Scoutman: Halil Demirkan

## Rosa
| N° | Nome            | Ruolo | Data di nascita   | Nazionalità sportiva |
| -- | --------------- | ----- | ----------------- | -------------------- |
| 1  | Tuna Çetinay    | L     | 26 aprile 2002    | Turchia              |
| 2  | Simge Aköz      | L     | 23 aprile 1991    | Turchia              |
| 3  | Tijana Bošković | O     | 8 marzo 1997      | Serbia               |
| 4  | Beyza Arıcı     | C     | 27 luglio 1995    | Turchia              |
| 5  | Laura Heyrman   | C     | 17 maggio 1993    | Belgio               |
| 6  | Saliha Şahin    | S     | 5 novembre 1998   | Turchia              |
| 7  | Hande Baladın   | S     | 1º settembre 1997 | Turchia              |
| 8  | Yasemin Güveli  | C     | 5 gennaio 1999    | Turchia              |
| 10 | Maja Ognjenović | P     | 6 agosto 1984     | Serbia               |
| 12 | Elif Şahin      | P     | 19 gennaio 2001   | Turchia              |
| 13 | Samanta Fabris  | O     | 8 febbraio 1992   | Croazia              |
| 14 | Yaprak Erkek    | S     | 2 settembre 2001  | Turchia              |
| 16 | Dilay Özdemir   | P     | 15 agosto 2005    | Turchia              |
| 18 | Irina Voronkova | S     | 20 ottobre 1995   | Russia               |
| 19 | Defne Başyolcu  | O     | 9 agosto 2006     | Turchia              |
| 88 | Sinead Jack     | C     | 8 novembre 1993   | Turchia              |

## Statistiche

### Statistiche di squadra
| Competizione        | Punti | In casa | In casa | In casa | In trasferta | In trasferta | In trasferta | Totale | Totale | Totale |
| Competizione        | Punti | G       | V       | P       | G            | V            | P            | G      | V      | P      |
| ------------------- | ----- | ------- | ------- | ------- | ------------ | ------------ | ------------ | ------ | ------ | ------ |
| Sultanlar Ligi      | 76    | 16      | 14      | 2       | 15           | 14           | 1            | 31     | 28     | 3      |
| Coppa di Turchia    | 9     | 0       | 0       | 0       | 1            | 0            | 1            | 4      | 3      | 1      |
| Champions League    | 18    | 5       | 5       | 0       | 5            | 4            | 1            | 11     | 9      | 2      |
| Campionato mondiale | 3     | -       | -       | -       | -            | -            | -            | 4      | 2      | 2      |
| Totale              | -     | 21      | 19      | 2       | 21           | 18           | 3            | 50     | 42     | 8      |

G = partite giocate; V = partite vinte; P = partite perse

### Statistiche dei giocatori
| Giocatore     | Campionato | Campionato | Campionato | Campionato | Campionato | Coppa di Turchia | Coppa di Turchia | Coppa di Turchia | Coppa di Turchia | Coppa di Turchia | Champions League | Champions League | Champions League | Champions League | Champions League | Campionato mondiale | Campionato mondiale | Campionato mondiale | Campionato mondiale | Campionato mondiale | Totale | Totale | Totale | Totale | Totale |
| Giocatore     | P          | PT         | AV         | MV         | BV         | P                | PT               | AV               | MV               | BV               | P                | PT               | AV               | MV               | BV               | P                   | PT                  | AV                  | MV                  | BV                  | P      | PT     | AV     | MV     | BV     |
| ------------- | ---------- | ---------- | ---------- | ---------- | ---------- | ---------------- | ---------------- | ---------------- | ---------------- | ---------------- | ---------------- | ---------------- | ---------------- | ---------------- | ---------------- | ------------------- | ------------------- | ------------------- | ------------------- | ------------------- | ------ | ------ | ------ | ------ | ------ |
| S. Aköz       | 25         | 0          | 0          | 0          | 0          | 4                | 0                | 0                | 0                | 0                | 9                | 0                | 0                | 0                | 0                | 4                   | 0                   | 0                   | 0                   | 0                   | 42     | 0      | 0      | 0      | 0      |
| B. Arıcı      | 21         | 132        | 72         | 40         | 20         | 2                | 24               | 18               | 4                | 2                | 5                | 17               | 9                | 4                | 4                | 2                   | 3                   | 1                   | 2                   | 0                   | 30     | 176    | 100    | 50     | 26     |
| H. Baladın    | 23         | 191        | 154        | 24         | 13         | 3                | 27               | 23               | 4                | 0                | 7                | 64               | 49               | 13               | 2                | 4                   | 32                  | 28                  | 2                   | 2                   | 37     | 314    | 254    | 43     | 17     |
| D. Başyolcu   | 3          | 2          | 1          | 0          | 1          | 1                | 1                | 1                | 0                | 0                | 0                | 0                | 0                | 0                | 0                | -                   | -                   | -                   | -                   | -                   | 4      | 3      | 2      | 0      | 1      |
| T. Bošković   | 21         | 426        | 382        | 27         | 17         | 1                | 21               | 18               | 3                | 0                | 7                | 169              | 148              | 15               | 6                | 4                   | 95                  | 82                  | 5                   | 8                   | 33     | 711    | 630    | 50     | 31     |
| T. Çetinay    | 19         | 0          | 0          | 0          | 0          | 3                | 0                | 0                | 0                | 0                | 6                | 0                | 0                | 0                | 0                | 0                   | 0                   | 0                   | 0                   | 0                   | 28     | 0      | 0      | 0      | 0      |
| Y. Erkek      | 29         | 103        | 75         | 4          | 24         | 4                | 19               | 11               | 5                | 3                | 11               | 20               | 12               | 2                | 6                | 3                   | 2                   | 1                   | 0                   | 1                   | 47     | 144    | 99     | 11     | 34     |
| S. Fabris     | 17         | 121        | 111        | 6          | 4          | 3                | 36               | 32               | 3                | 1                | 5                | 60               | 53               | 5                | 2                | 1                   | 2                   | 2                   | 0                   | 0                   | 26     | 219    | 198    | 14     | 7      |
| Y. Güveli     | 24         | 130        | 81         | 38         | 11         | 4                | 26               | 14               | 12               | 0                | 9                | 52               | 32               | 18               | 2                | 1                   | 0                   | 0                   | 0                   | 0                   | 38     | 208    | 127    | 68     | 13     |
| L. Heyrman    | 12         | 87         | 70         | 13         | 4          | 1                | 5                | 4                | 1                | 0                | 7                | 66               | 56               | 9                | 1                | 4                   | 25                  | 22                  | 3                   | 0                   | 24     | 183    | 152    | 26     | 5      |
| S. Jack       | 23         | 158        | 117        | 35         | 6          | 4                | 31               | 22               | 7                | 2                | 7                | 68               | 47               | 19               | 2                | 4                   | 35                  | 28                  | 4                   | 3                   | 38     | 292    | 214    | 65     | 13     |
| M. Ognjenović | 17         | 38         | 18         | 11         | 10         | 3                | 9                | 6                | 2                | 1                | 9                | 33               | 17               | 12               | 4                | 4                   | 13                  | 8                   | 3                   | 2                   | 33     | 93     | 49     | 28     | 17     |
| D. Özdemir    | 4          | 5          | 3          | 1          | 1          | 0                | 0                | 0                | 0                | 0                | -                | -                | -                | -                | -                | -                   | -                   | -                   | -                   | -                   | 4      | 5      | 3      | 1      | 1      |
| E. Şahin      | 25         | 61         | 29         | 16         | 16         | 3                | 8                | 3                | 4                | 1                | 6                | 16               | 6                | 5                | 5                | 2                   | 2                   | 2                   | 0                   | 0                   | 36     | 87     | 40     | 25     | 22     |
| S. Şahin      | 27         | 141        | 111        | 11         | 19         | 4                | 7                | 4                | 1                | 2                | 9                | 36               | 31               | 3                | 2                | 4                   | 8                   | 8                   | 0                   | 0                   | 44     | 192    | 154    | 15     | 23     |
| I. Voronkova  | 22         | 270        | 224        | 21         | 25         | 3                | 34               | 33               | 0                | 1                | 10               | 115              | 94               | 14               | 7                | 4                   | 25                  | 19                  | 3                   | 3                   | 39     | 444    | 370    | 38     | 36     |

P = presenze; PT = punti totali; AV = attacchi vincenti; MV = muri vincenti; BV = battute vincenti